# Ovanåkers kommun
61°23′N 15°49′Ø / 61.383°N 15.817°Ø
Ovanåkers kommun ligger i länet Gävleborgs län i den sydlige del af landskapet Hälsingland i Sverige. Kommunens administrationsby er Edsbyn, og den grænser til kommunerne Bollnäs kommun, Ljusdals kommun, Falu kommun og Rättvik.
Floden Voxnan løber gennem kommunen.

## Byer
Ovanåkers kommun havde i 2005 seks byer.
Indbyggere pr. 31. december 2005.
| #  | By         | Indbyggere |
| -- | ---------- | ---------- |
| 1. | Edsbyn     | 4.060      |
| 2. | Alfta      | 2.185      |
| 3. | Roteberg   | 391        |
| 4. | Runemo     | 283        |
| 5. | Viksjöfors | 278        |
| 6. | Ovanåker   | 227        |

## Eksterne kilder og henvisninger
- Wikimedia Commons har flere filer relateret til Ovanåkers kommun
- ”Kommunarealer den 1. januar 2012” (Excel). Statistiska centralbyrån.
- ”Folkmängd i riket, län och kommuner 30 juni 2012”. Statistiska centralbyrån.